# مدار زهره

مدار زهره به رنگ زرد و مدار زمین به رنگ آبی مشخص شده است.

مدار زهره (انگلیسی: Orbit of Venus) زهره دارای مداری با محور نیم‌قطر بزرگ و نیم‌قطر کوچک ۰٫۷۲۳ یکای نجومی (۱۰۸٬۲۰۰٬۰۰۰ کیلومتر؛ ۶۷٬۲۰۰٬۰۰۰ مایل) و خروج از مرکز مداری ۷۰۰/۰ است. گریز از مرکز اندک، به همراه اندازهٔ نسبتاً کوچک مدار آن، باعث می‌شود تا زهره، کمترین برد را در فاصلهٔ بین اوج و حضیض داشته باشد. این سیاره، هر ۲۲۵ روز یک بار به دور خورشید می‌چرخد و با انجام این کار، ۴٫۵۴ یکای نجومی (۶۷۹٬۰۰۰٬۰۰۰ کیلومتر؛ ۴۲۲٬۰۰۰٬۰۰۰ مایل) را طی می‌کند. سرعت مداری زهره برای پیمودن چنین فاصله‌ای، ۳۵ کیلومتر بر ثانیه (۷۸٬۰۰۰ مایل بر ساعت) است. زمانی که دستگاه مختصات دائرةالبروجی زهره با خورشید منطبق است، در مقارنه خورشید قرار می‌گیرد. فاصلهٔ میان زهره و زمین از حدود ۴۲ میلیون کیلومتر تا حدود ۲۵۸ میلیون کیلومتر، متغیر است.
تمام سیارات منظومه شمسی، در جهت خلاف عقربه‌های ساعت(نام علمی: anticlockwise direction) به دور خورشید می‌چرخند که از بالای قطب شمال زمین مشاهده می‌شود. بیشتر سیارات همچنین، روی محورهای خود در جهت خلاف عقربه‌های ساعت می‌چرخند، اما زهره در هر ۲۴۳ روز زمینی، یک بار واپس‌گرا (نام علمی: retrograde rotation) می‌چرخد که کندترین چرخش در میان همهٔ سیاره‌ها است. زهره، هیچ قمر طبیعی ندارد هر چند، دارای چند تروجان است.